# Frederick William Freking
Frederick William Freking (auch Friedrich Wilhelm Freking, * 11. August 1913 in Lake Huron, Minnesota, USA; † 28. November 1998) war ein US-amerikanischer Geistlicher und römisch-katholischer Bischof von La Crosse.

## Leben
Frederick William Freking empfing am 31. Juli 1938 das Sakrament der Priesterweihe für das Bistum Winona.
Am 10. Oktober 1957 ernannte ihn Papst Pius XII. zum Bischof von Salina. Der Kardinalbischof von Albano, Giuseppe Pizzardo, spendete ihm am 30. November desselben Jahres in Rom die Bischofsweihe; Mitkonsekratoren waren die Kurienbischöfe Luigi Traglia und Martin John O’Connor. Die Amtseinführung im Bistum Salina folgte am 7. Januar des folgenden Jahres.
Papst Paul VI. ernannte ihn am 30. Dezember 1964 zum Bischof von La Crosse. Am 24. Februar des folgenden Jahres wurde er in das Amt eingeführt.
Freking nahm an allen vier Sitzungsperioden des Zweiten Vatikanischen Konzils als Konzilsvater teil.
Am 10. Mai 1983 nahm Papst Johannes Paul II. seinen Rücktritt an.